# Círcol Catòlic de Badalona
Il Círcol Catòlic de Badalona è una società cestistica avente sede a Badalona, in Spagna.

## Storia
Fondata nel 1941, dal 1973 al 1986 ha giocato consecutivamente nel massimo campionato spagnolo, in Primera División prima, e in Liga ACB poi. Ha giocato anche per cinque stagioni in Coppa Korać.

## Denominazioni e sponsorizzazioni
- CB Cotonificio 1976–1983
- Licor 43 1983–1986